# Zapravljivec
Zapravljivec je drama Josipa Stritarja, ki jo je napisal leta 1876.

## Osebe
- Martin, kmet
- Metka, Nejček, Nežka, njegovi otroci
- Luka, Martinov pajdaš

## Vsebina
Metka in Nejček sta sama, mala Nežka umira, oče pa poseda v gostilni, pije, kvarta in zapravlja, po materini smrti še huje kot prej. Nejček si ne more kaj, povedati mora, kar misli: na očeta je hud, zapravil jim bo lepo domačijo … in Nežka je gotovo umrla, že dolgo se niti ne gane, oče pa … Metka bratca strogo pokara: oče so oče in očeta je treba spoštovati; lahko jih prosi, moli zanje, a hude besede ne sme ziniti in jezen tudi ne sme biti, vse to je greh! – Pride oče s prijateljem, Nejčka grobo nažene spat, Metka pa jima mora postreči z brinovcem. Luka bi rad vrgel karte, a Martin je nekam čuden, ne da se mu. Pajdaš začne siliti v Metko in ko ga Martin zavrne, prostaško namigne na dekletovo prihodnost: zdaj se drži kakor svetnica, a lepega lica je in v Trst bo šla služit, haha, kam pa naj bi šlo revše, ko bo kmalu brez strehe nad glavo? Martina zgrabi taka jeza, da vrže Luko čez prag. Ko izve za Nežkino smrt, ga preplavi kes, saj je bil prej pod oknom slišal, kaj sta otroka govorila. A glej, Nežka ni mrtva, v dolgem spancu je premagala bolezen, smeje se – čudež! Pa ne le to. Martin pred razpelom priseže, da bo odslej pravi oče, in prosi otroka odpuščanja; zdaj bo vse drugače, pridno bodo delali, Metka pa bo gospodinja, ves denar bo hranila ona, pa bo kmalu tako, kot je bilo! Metka joče od sreče, Nejček vriska; pa pravijo, da se ne gode več čudeži na svetu!